# Tabula Hungariae
La Tabula Hungariae (en llatí: la carta hongaresa) és el mapa imprès d'Hongria més antic que es conserva, suposadament va ser realitzat per l'hongarès Lázaro Deák abans de 1528, per la qual cosa també és anomenada mapa de Lázár. Va ser inscrit en el registre de la memòria del món de la UNESCO el 2007.

## Descripció

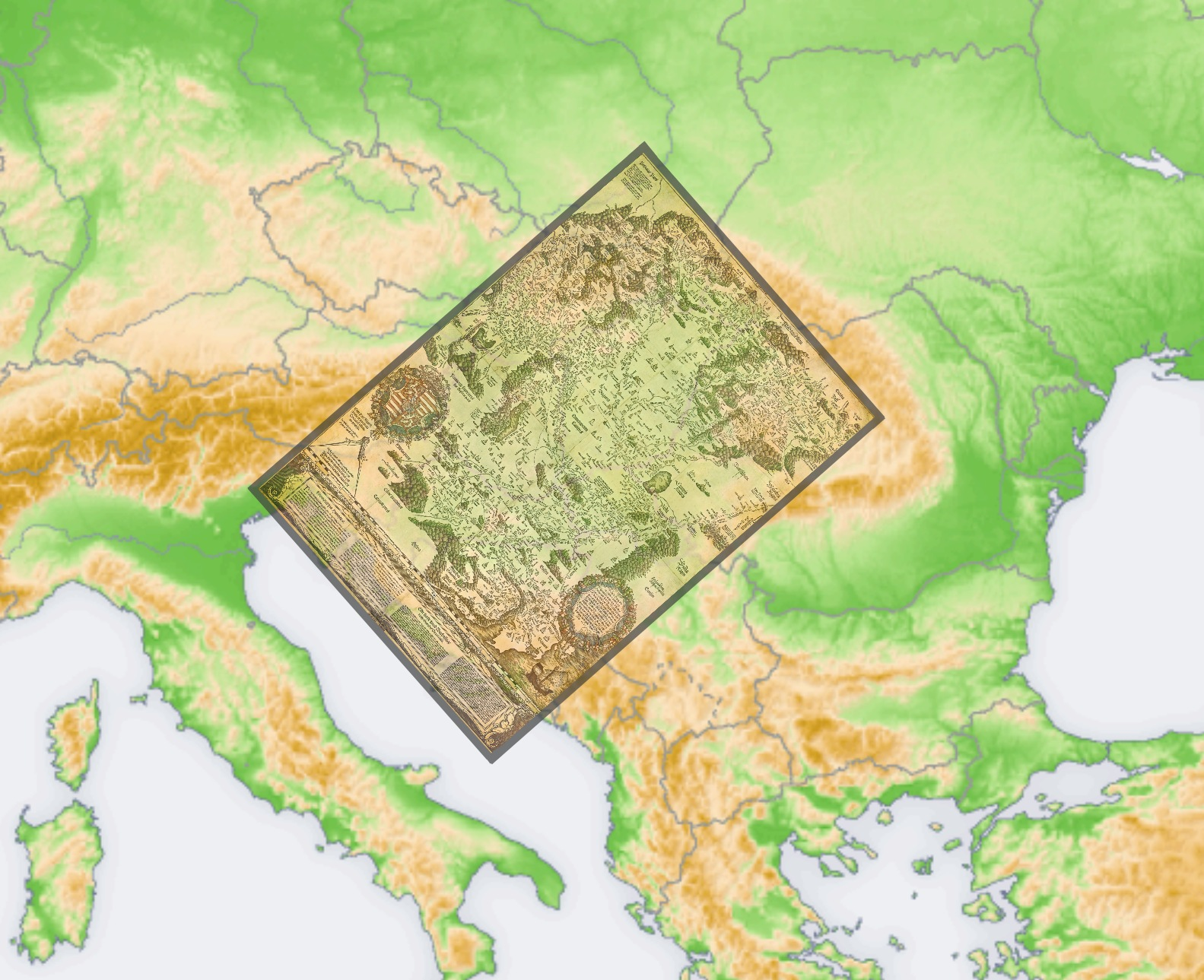
Àrea aproximada que cobreix la Tabula Hungariae.

El mapa mesura aproximadament 65×85 cm i està orientat en direcció sud-oest-nord-est. Mostra les poblacions i punts geogràfics destacats del regne d'Hongria de principis del segle xvi. Les regions del sud ocupades per l'imperi otomà estan marcades amb colors diferents. El mapa segurament va ser creat amb el propòsit de preparar la guerra contra els otomans. Algunes de les poblacions que es mostren al mapa han desaparegut a través dels anys a causa de les guerres contra els otomans.
La informació més valuosa en el mapa són els noms i descripcions dels assentaments. Hi ha aproximadament 1.400 noms geogràfics en el mapa, dels quals 1270 són els noms d'assentaments.(365 en el territori de post-Trianon d'Hongria.) 
A la part inferior del mapa es descriu el país en alemany i llatí.

### Noms de les poblacions
La informació més valuosa que proporciona el mapa són els noms i les descripcions de les poblacions. Hi ha aproximadament 1.400 topònims en el mapa, dels quals 1270 són noms de poblacions (365 en el territori de l'Hongria post-Trianon). Els topònims van ser transcrits de forma diferent a l'actual. Per exemple l'actual é es va escriure ee, l'actual ö s'escrivia com ew. També s'aprecia que la c algunes vegades s'escriu com tz, que és una característica de l'ortografia de l'alt alemany antic. Aquests noms van poder ser escrits pels col·laboradors que van preparar l'obra per a la impressió, però en altres casos Lázaro va usar la transcripció pròpia dels dialectes de l'hongarès.

## Impressió
El mapa va ser imprès amb l'ajuda de Georg Tannstetter, i va ser pagat per Johannes Cuspinianus, en la impremta de Petrus Apianus a Ingolstadt.

## Llegat
Només es van imprimir uns pocs mapes de la Taabula, i gairebé tots es van perdre al llarg de la història, així que els historiadors només el coneixien per descripcions. Però al començament de la dècada de 1880 va aparèixer un dels mapes inesperadament. Va ser comprat pel col·leccionista Sándor Apponyi el 1882. El 1924 el mapa va ser cedit a la biblioteca Nacional Széchényi, on es troba actualment.

## Versions posteriors
Es van fer diverses còpies de l'original fins a 1552 però se'n conserva cap d'elles. No obstant això també es van fer mapes a partir del mapa de Llàtzer després de 1552, amb el títol Tabula Hungariae, illetve Nova descriptio totius Hungariae. Es coneixen sis versions diferents:
- Giovanni Andrea Vavassore (worked 1510-1572), Venecia, 1553
- Pirro Ligorio (1496-1583), Roma, 1558 (perdut), 1599
- Antonio Lafreri (1512-1577), Roma, 1558, 1559, 156?
- János Zsámboky (1531-1584), Viena, 1566
- Claudio Duchetti (1554-1597), Roma, 1577
- Giovanni Orlandi (hi va treballar del 1600 al 1604), Roma, 1602